# Heterotropus repeteki
Heterotropus repeteki är en tvåvingeart som beskrevs av Paramonov 1929. Heterotropus repeteki ingår i släktet Heterotropus och familjen svävflugor.
Artens utbredningsområde är Turkmenistan. Inga underarter finns listade i Catalogue of Life.